# Zygmunt Lubicz-Zaleski
Pour les articles homonymes, voir Lubicz et Zaleski.
Zygmunt Lubicz-Zaleski (né Zygmunt Zaleski de la maison Lubicz) est un écrivain, poète, pianiste, universitaire (docteur en philosophie), patriote et diplomate polonais, né à Klonówiec le 29 septembre 1882, mort à Paris le 15 décembre 1967 .
Ami de Ignacy Paderewski, Henryk Sienkiewicz et de nombreux artistes français et polonais, il a joué un rôle actif dans la renaissance d'une Pologne indépendante et dans le développement des relations politiques et culturelles franco-polonaises au XXe siècle. Témoin éclairé de son temps, son œuvre participe à former les esprits à la construction du rêve européen d'un avenir commun bâti sur les cendres des Guerres mondiales,.

## Biographie
Étudiant à l'École polytechnique de Varsovie, membre actif de Zet (Związek Młodzieży Polskiej, association luttant pour l'indépendance de la Pologne occupée, depuis la fin du XVIIIe siècle par les Russes, les Prussiens et les Autrichiens), arrêté, il s'exile en France en 1910, plus précisément à Paris entre 1914 et 1920, où il participe à la création du Comité national polonais (KNP) (gouvernement provisoire en exil siégeant à Paris).
Après l'indépendance de la Pologne, il reste à Paris et poursuit ses activités de Professeur à l'École des langues orientales (ENLOV) (où il inaugure l’enseignement du polonais en 1917)  et à la Sorbonne, ainsi que de délégué pour la France du ministère polonais de l'Instruction publique. En 1924, il épouse sa cousine Maria Gozdawa Zdziarska venue faire sa spécialité de médecine à Paris ; le couple participe activement à la vie culturelle parisienne de l'entre-deux-guerres et au rapprochement des intelligentsias des deux pays.
À Varsovie, en 1939, Zygmunt Lubicz-Zaleski est le témoin de la chute de la ville. Il reçoit l'ordre de rallier le gouvernement polonais en France en 1940. Avec son fils André (L'aîné de ses quatre enfants André, C. Pierre, Romain et Monika, issus de son mariage avec Maria Gozdawa Zdziarska) il traverse les Carpates à pied en hiver (il souffrait d'une boiterie à la suite d'un accident de cheval) pour rejoindre la France en passant par la Hongrie et l'Italie.
Témoin direct de la débâcle, puis de l'occupation allemande de la France, Zygmunt Lubicz-Zaleski la relate dans ses mémoires. En 1940, sous l’égide de la Croix-Rouge polonaise, il participe à la création dans le Vercors du lycée Cyprian Norwid de Villard-de-Lans destiné aux jeunes Polonais démobilisés, réfugiés ou évadés. En juin 1941, il est élu premier président du Groupement d’assistance aux Polonais en France (Towarzystwo Opieki nad Polakami we Francji), organisation qui a remplacé la Croix Rouge. Dès lors, il s’occupe du sort de tous les Polonais réfugiés en France. Il rejoint la résistance polonaise en France (Monika-Organisation polonaise de lutte pour l'indépendance) et organise un réseau ; notamment en zone libre, au Lycée Cyprian Norwid à Villard-de-Lans. Il est arrêté en 1943, envoyé à Milan par la police italienne, puis remis à la Gestapo : torturé et éborgné avenue Foch à Paris, il est déporté à Buchenwald en janvier 1944. Il survit jusqu'à la libération par les troupes américaines en avril 1945.
Après la Guerre, il rassemble sa famille à Paris, sa femme médecin militaire déportée à Ravensbrück et ses trois enfants survivants (Pierre, résistant, emprisonné par les Soviétiques, Romain et Monika) qui feront tous des études supérieures.
Zygmunt L. Zaleski apporte par son œuvre littéraire, (ainsi que les mémoires de sa femme et son fils Pierre, résistants également) un témoignage de la vie de la bonne société européenne au XXe siècle, notamment dans les milieux qui ont résisté au nazisme et au communisme et défendu les valeurs de Liberté et de Démocratie, en payant le prix des souffrances et du sang.
En faisant survivre à la guerre et aux camps un peu de la culture perdue de l'Europe de la Société des Nations, Zygmunt L. Zaleski participe à la construction du « rêve européen », au même titre que beaucoup de grands intellectuels et hommes d'action et de terrain, tel Alfred Grosser, et nombre de professeurs qui ont œuvré pour former les élites européennes à l'idée d'une communauté culturelle et politique.
On pourrait résumer son engagement pour la résistance en paraphrasant ses mémoires, p. 47 : « La Victoire [sur l'abomination] mérite qu'on lui consacre sa vie, car survivre à la défaite n'aura pas de sens ».

## Distinctions et héritage
Les universités de Montpellier et de Lille lui ont décerné le titre de docteur honoris causa. Sa participation aux mouvements de résistance et sa conduite lui on valu d’être promu commandeur, puis grand officier de la Légion d'honneur et de nombreuses distinctions civiles et militaires. Après 1945, il fut le délégué en France du ministre de l’Instruction publique et de l’Enseignement supérieur du gouvernement polonais en exil à Londres.
On lui doit notamment un travail important sur la littérature polonaise, il traduisit des études monographiques sur Mickiewicz, Balzac, Słowacki et sur les écrivains de la « Jeune Pologne », des poèmes, des essais philosophiques et sur l'expérience psychologique des camps de concentration. En 1946, il réactive la Société historique et littéraire polonaise basée sur l'île Saint-Louis à Paris, pillée par les Allemands pendant l'Occupation,,.
Le Musée national de Varsovie conserve un portrait de Zygmunt Lubicz-Zaleski exécuté par Makowski en 1913.

## Œuvres (liste non exhaustive)
- Expérience Psychologique et Sociale des Camps de Concentration Allemands (Paris, 1946)
- Akordy kamienne (Hanovre, 1946)
- Dziennik nieciągły (1904-1925)
- Pamiętnik: Od Grotowic do Buchenwaldu (1939-1945)
- Wiersze zebrane: 1924-1967 (Aix-en-Provence 1969)
- Zygmunt Krasiński. O dziełach i życiu poety w setną rocznicę urodzin (1912),
- Dzieło i twórca. Studia i wrażenia literackie (1913),
- O rzeczach błahych i wiecznych (Paris 1929),
- Attitudes et destinées. Faces et profils d'écrivains polonais (Paris 1932).
- Na wąskiej miedzy snu i burzy (1914),
- Geniusz z urojenia (1932).
- Michelet, Mickiewicz et la Pologne / Z. L. Zaleski.
- 1918-1919 : rédacteur de Polak.
- corédacteur/traducteur pour la Collection Polonaise.
- Życie Sztuki w Warszawie (1935-1939).

## Héraldique

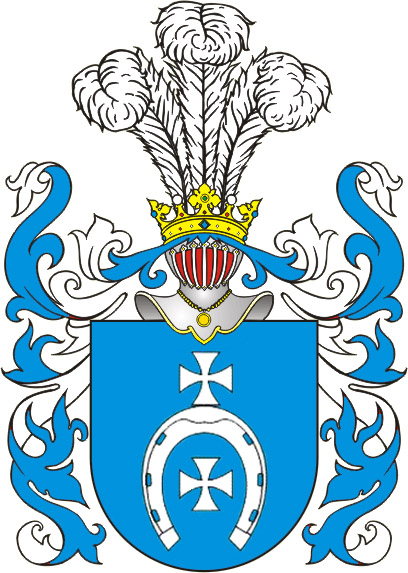
Armes des Lubicz.

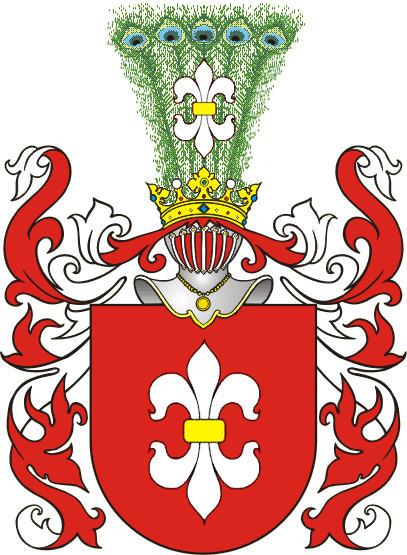
Armes des Gozdawa.